# Larry Murphy
Lawrence Thomas Murphy (* 8. března 1961 ve Scarborough v Ontariu v Kanadě) je bývalý kanadský hokejový obránce, který byl v roce 2004 uveden do hokejové síně slávy.

## Kariéra

### Hráčská kariéra
Po hvězdné juniorské kariéře v Peterborough Petes a reprezentování Kanady na MS juniorů 1980 byl draftován do NHL týmem Los Angeles Kings na 4. místě vstupního draftu NHL 1980. V sezóně 1980-81 vytvořil rekordy obránce-nováčka s 60 asistencemi a 75 kanadskými body. V sezóně 1983-84 byl vyměněn do Washingtonu Capitals za Briana Engbloma a Kena Houstona.
V roce 1989 byl vyměněn do Minnesoty North Stars s Mikem Gartnerem za Dina Ciccarelliho a Boba Rousea.
V roce 1990 byl vyměněn do Pittsburghu Penguins s Peterem Taglianettim za Chrise Dahlquista a Jima Johnsona.
V roce 1995, poté co byl vybrán do 2. All-star týmu NHL, byl vyměněn do Toronta Maple Leafs za Dmitrije Mironova a 2. kolo draftu 1996, ve kterém byl vybrán Josh DeWolf. U Maple Leafs byl jako jejich nejvíce vydělávající hráč vypískáván při špatných výsledcích klubu. V roce 1996 byl za budoucí vyrovnání vyměněn do Detroitu Red Wings, kde vyhrál dva Stanley cupy po sobě (1997, 1998). V playoff 1998 vyrovnal se dvěma góly v oslabení rekord NHL Paula Coffeyho.
Jako jediný hráč získal čtyři Stanley cupy během devadesátých let. V letech 1991 a 1992 s Pittsburghem Penguins, a 1997 a 1998 s Detroitem Red Wings.
V roce 1987 byl Murphy klíčovým hráčem Kanady na Kanadském poháru a svými šesti asistencemi byl společně se spoluhráčem Rayem Bourquem nejlepší mezi obránci na turnaji.
V roce 2004 byl uveden do hokejové síně slávy. Kariéru dokončil s 1216 body v NHL a je tak pátým nejproduktivnějším obráncem historie NHL za Rayem Bourquem, Paulem Coffeym, Alem MacInnisem a Philem Housleym.

### Rozhlasová a televizní vysílání
Murphy je v současné době hokejovým analytikem pro Detroit Red Wings na televizní stanici FSN Detroit. Komentuje zápasy Detroitu při výjezdech na západní pobřeží USA. V letech 2003-2006 se ve výjezdech střídal s Patem Verbeekem, ale ten v kariéře rozhlasového odborníka skončil v roce 2006 a stal se skautem Detroitu Red Wings. Kromě toho se Murphy podílí na studiových analýzách v přestávkách zápasů, které nekomentuje. V sezóně 2007-08 vystřídal Mickeyho Redmonda při rozhovorech s hráči po dobu léčby Redmondovy rakoviny.

## Individuální úspěchy
- 1979-80 – jmenován do 1. All-Star týmu OMJHL.
- 1981 – jmenován do All-Star týmu v Memorial Cupu.
- 1979-80 – získal Max Kaminsky Trophy.
- 1986-87, 1992-93, 1994-95 – byl jmenován do 2. All-Star týmu NHL.
- 1994, 1996, 1999 – hrál v NHL All-Star Game.
- 2004 – Uveden do hokejové síně slávy v Torontu.

## Týmové úspěchy
- 1978-79, 1979-80 – získal J. Ross Robertson Cup.
- 1979 – získal Memorial Cup.
- 1985 – získal na MS stříbrnou medaili.
- 1987, 1991 – vyhrál Kanadský pohár.
- 1990-91, 1991-92, 1996-97, 1997-98 – získal Stanley Cup.
- 1990-91, 1991-92 – získal Prince of Wales Trophy.
- 1996-97, 1997-98 – získal Clarence S. Campbell Bowl.

## Prvenství
- Debut v NHL - 11. října 1980 (Los Angeles Kings proti Detroit Red Wings)
- První asistence v NHL - 11. října 1980 (Los Angeles Kings proti Detroit Red Wings)
- První gól v NHL - 16. října 1980 (Los Angeles Kings proti Quebec Nordiques, kanadskému brankáři Michel Dion)

## Klubové statistiky
| Sezóna       | Klub                  | Soutěž       |       | Základní část | Základní část | Základní část | Základní část | Základní část |    | Play off | Play off | Play off | Play off | Play off |
| Sezóna       | Klub                  | Soutěž       | Z     | G             | A             | B             | TM            | Z             | G  | A        | B        | TM       |          |          |
| 1977–78      | Seneca Nationals      | MetJHL       | 36    | 10            | 20            | 30            | 25            | —             | —  | —        | —        | —        |          |          |
| 1978–79      | Peterborough Petes    | OMJHL        | 66    | 6             | 21            | 27            | 82            | 19            | 1  | 9        | 10       | 42       |          |          |
| 1978–79      | Peterborough Petes    | MC           | —     | —             | —             | —             | —             | 5             | 0  | 2        | 2        | 8        |          |          |
| 1979–80      | Peterborough Petes    | OMJHL        | 68    | 21            | 68            | 89            | 88            | 14            | 4  | 13       | 17       | 20       |          |          |
| 1979–80      | Peterborough Petes    | MC           | —     | —             | —             | —             | —             | 5             | 1  | 6        | 7        | 4        |          |          |
| 1980–81      | Los Angeles Kings     | NHL          | 80    | 16            | 60            | 76            | 79            | 4             | 3  | 0        | 3        | 2        |          |          |
| 1981–82      | Los Angeles Kings     | NHL          | 79    | 22            | 44            | 66            | 95            | 10            | 2  | 8        | 10       | 12       |          |          |
| 1982–83      | Los Angeles Kings     | NHL          | 77    | 14            | 48            | 62            | 81            | —             | —  | —        | —        | —        |          |          |
| 1983–84      | Los Angeles Kings     | NHL          | 6     | 0             | 3             | 3             | 0             | —             | —  | —        | —        | —        |          |          |
| 1983–84      | Washington Capitals   | NHL          | 72    | 13            | 33            | 46            | 50            | 8             | 0  | 3        | 3        | 6        |          |          |
| 1984–85      | Washington Capitals   | NHL          | 79    | 14            | 42            | 56            | 51            | 5             | 2  | 3        | 5        | 0        |          |          |
| 1985–86      | Washington Capitals   | NHL          | 78    | 21            | 44            | 65            | 50            | 9             | 1  | 5        | 6        | 6        |          |          |
| 1986–87      | Washington Capitals   | NHL          | 80    | 23            | 58            | 81            | 39            | 7             | 2  | 2        | 4        | 6        |          |          |
| 1987–88      | Washington Capitals   | NHL          | 79    | 8             | 53            | 61            | 72            | 13            | 4  | 4        | 8        | 33       |          |          |
| 1988–89      | Washington Capitals   | NHL          | 65    | 7             | 29            | 36            | 70            | —             | —  | —        | —        | —        |          |          |
| 1988–89      | Minnesota North Stars | NHL          | 13    | 4             | 6             | 10            | 12            | 5             | 0  | 2        | 2        | 8        |          |          |
| 1989–90      | Minnesota North Stars | NHL          | 77    | 10            | 58            | 68            | 44            | 7             | 1  | 2        | 3        | 31       |          |          |
| 1990–91      | Minnesota North Stars | NHL          | 31    | 4             | 11            | 15            | 38            | —             | —  | —        | —        | —        |          |          |
| 1990–91      | Pittsburgh Penguins   | NHL          | 44    | 5             | 23            | 28            | 30            | 23            | 5  | 18       | 23       | 44       |          |          |
| 1991–92      | Pittsburgh Penguins   | NHL          | 77    | 21            | 56            | 77            | 48            | 21            | 6  | 10       | 16       | 19       |          |          |
| 1992–93      | Pittsburgh Penguins   | NHL          | 83    | 22            | 63            | 85            | 73            | 12            | 2  | 11       | 13       | 10       |          |          |
| 1993–94      | Pittsburgh Penguins   | NHL          | 84    | 17            | 56            | 73            | 44            | 6             | 0  | 5        | 5        | 0        |          |          |
| 1994–95      | Pittsburgh Penguins   | NHL          | 48    | 13            | 25            | 38            | 18            | 12            | 2  | 13       | 15       | 0        |          |          |
| 1995–96      | Toronto Maple Leafs   | NHL          | 82    | 12            | 49            | 61            | 34            | 6             | 0  | 2        | 2        | 4        |          |          |
| 1996–97      | Toronto Maple Leafs   | NHL          | 69    | 7             | 32            | 39            | 20            | —             | —  | —        | —        | —        |          |          |
| 1996–97      | Detroit Red Wings     | NHL          | 12    | 2             | 4             | 6             | 0             | 20            | 2  | 9        | 11       | 8        |          |          |
| 1997–98      | Detroit Red Wings     | NHL          | 82    | 11            | 41            | 52            | 37            | 22            | 3  | 12       | 15       | 2        |          |          |
| 1998–99      | Detroit Red Wings     | NHL          | 80    | 10            | 42            | 52            | 42            | 10            | 0  | 2        | 2        | 8        |          |          |
| 1999–00      | Detroit Red Wings     | NHL          | 81    | 10            | 30            | 40            | 45            | 9             | 2  | 3        | 5        | 2        |          |          |
| 2000–01      | Detroit Red Wings     | NHL          | 57    | 2             | 19            | 21            | 12            | 6             | 0  | 1        | 1        | 0        |          |          |
| Celkem v NHL | Celkem v NHL          | Celkem v NHL | 1,615 | 288           | 929           | 1,217         | 1,084         | 215           | 37 | 115      | 152      | 201      |          |          |

## Reprezentace
| Rok                    | Tým                    | Soutěž                 | Z  | G | A  | B  | TM |
| ---------------------- | ---------------------- | ---------------------- | -- | - | -- | -- | -- |
| 1980                   | Kanada 20              | MSJ                    | 5  | 1 | 0  | 1  | 4  |
| 1985                   | Kanada                 | MS                     | 8  | 2 | 6  | 8  | 4  |
| 1987                   | Kanada                 | MS                     | 6  | 0 | 3  | 3  | 4  |
| 1987                   | Kanada                 | KP                     | 8  | 1 | 6  | 7  | 4  |
| 1991                   | Kanada                 | KP                     | 8  | 0 | 1  | 1  | 0  |
| 2000                   | Kanada                 | MS                     | 3  | 0 | 0  | 0  | 0  |
| Juniorská reprezentace | Juniorská reprezentace | Juniorská reprezentace | 5  | 1 | 0  | 1  | 4  |
| Seniorská reprezentace | Seniorská reprezentace | Seniorská reprezentace | 33 | 3 | 16 | 19 | 12 |